# Plaza Francia (Caracas)

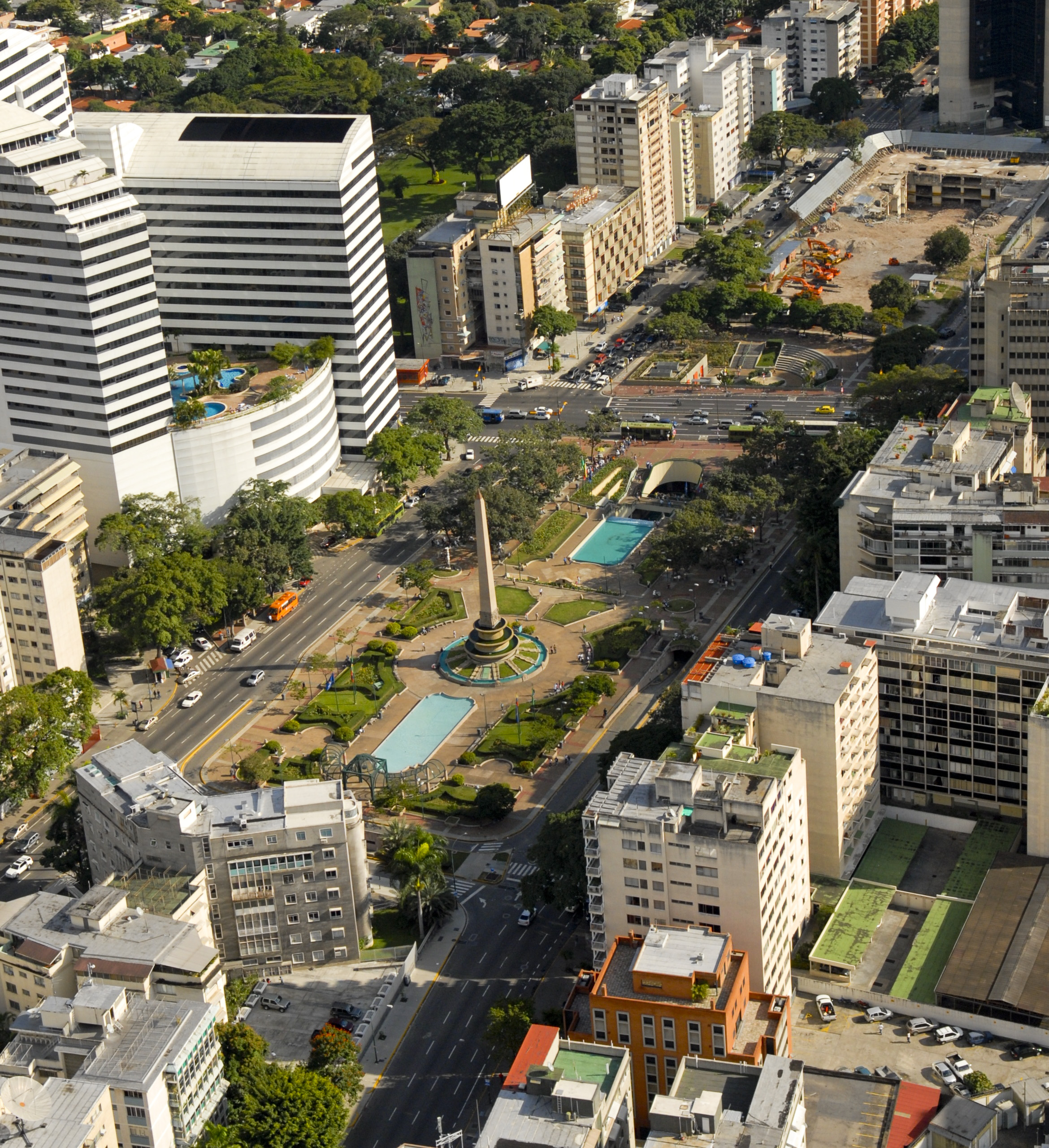
Plaza Francia in 2009

Plaza Francia, ook wel Plaza Altamira, is een plein in de wijk Altamira te Caracas in Venezuela. 

## Plein
Het plein werd aangelegd vanaf 1940 en werd officieel geopend op 11 augustus 1945 als "Plaza Altamira". Na een verbroedering met Frankrijk werd het plein omgedoopt tot Plaza Francia, naar de evenknie Place du Venezuela in het 16e arrondissement te Parijs.
Het plein werd door Luis Roche ontworpen met een obelisk en fontein aansluitend op het winkelcentrum en de metroingang.

## Protesten
- Op 6 december 2002 schoot João de Gouveia drie personen door en verwondde 19 andere deelnemers aan een demonstratie tegen president Hugo Chávez.[1] Deze demonstratie was in het kader van de landelijk protesten en staking onder de naam Paro Petrolero.

- Ook viel er één dode en veertien gewonden te betreuren op 16 augustus 2004 bij een demonstratie van de oppositie tegen de frauduleuze uitslag van de Referéndum revocatorio (afzettingsreferendum van de president).[2]

- Het plein werd ook bekend door de protesten in 2014. Het aanvankelijk lokaal protest groeide uit tot een nationaal protest. Tijdens deze protesten vielen er 31 doden en in de nasleep van de protesten werden honderden mensen aangehouden waaronder oppositieleider Leopoldo Lopez.

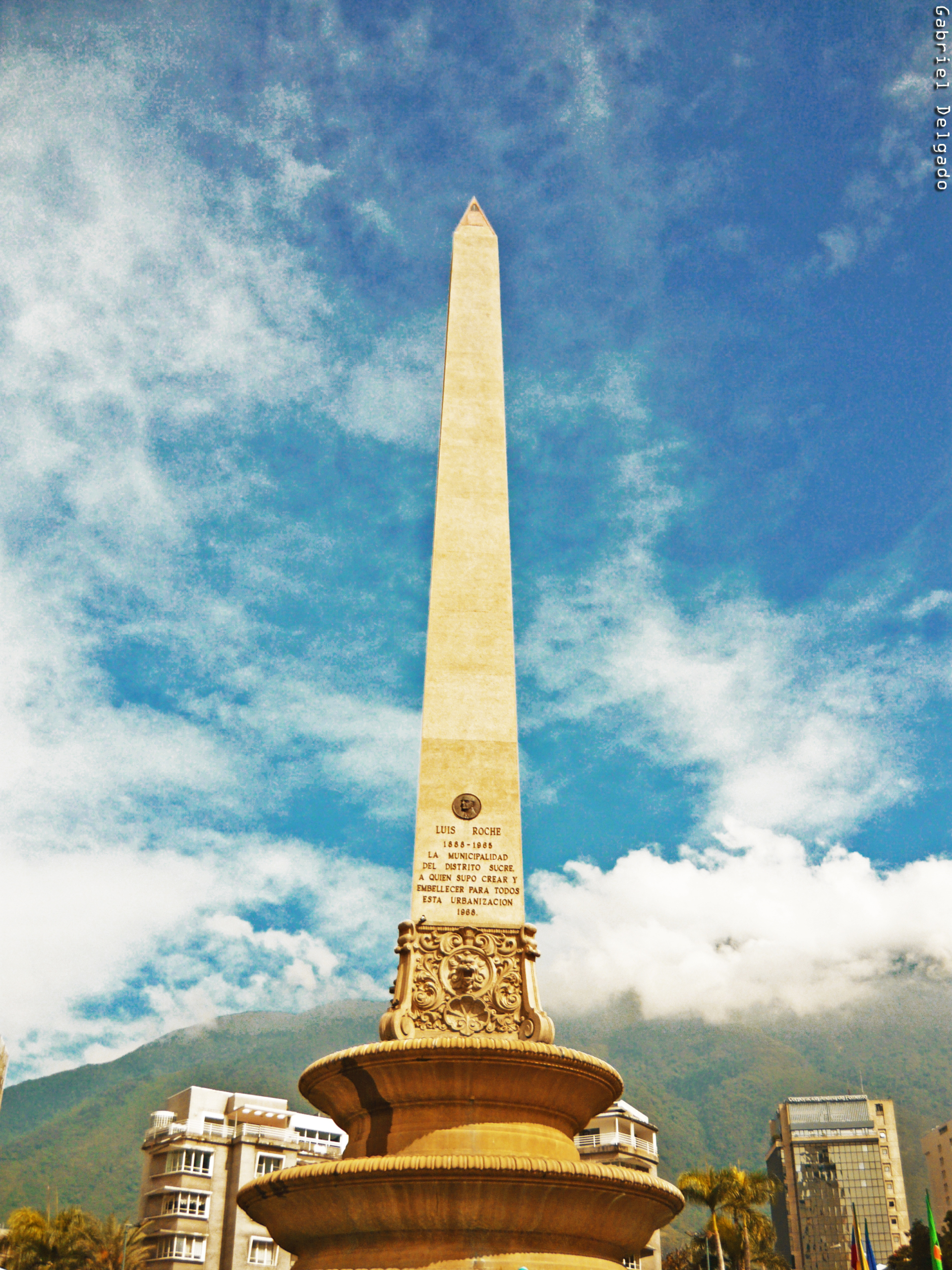
Obelisk op Plaza Franca
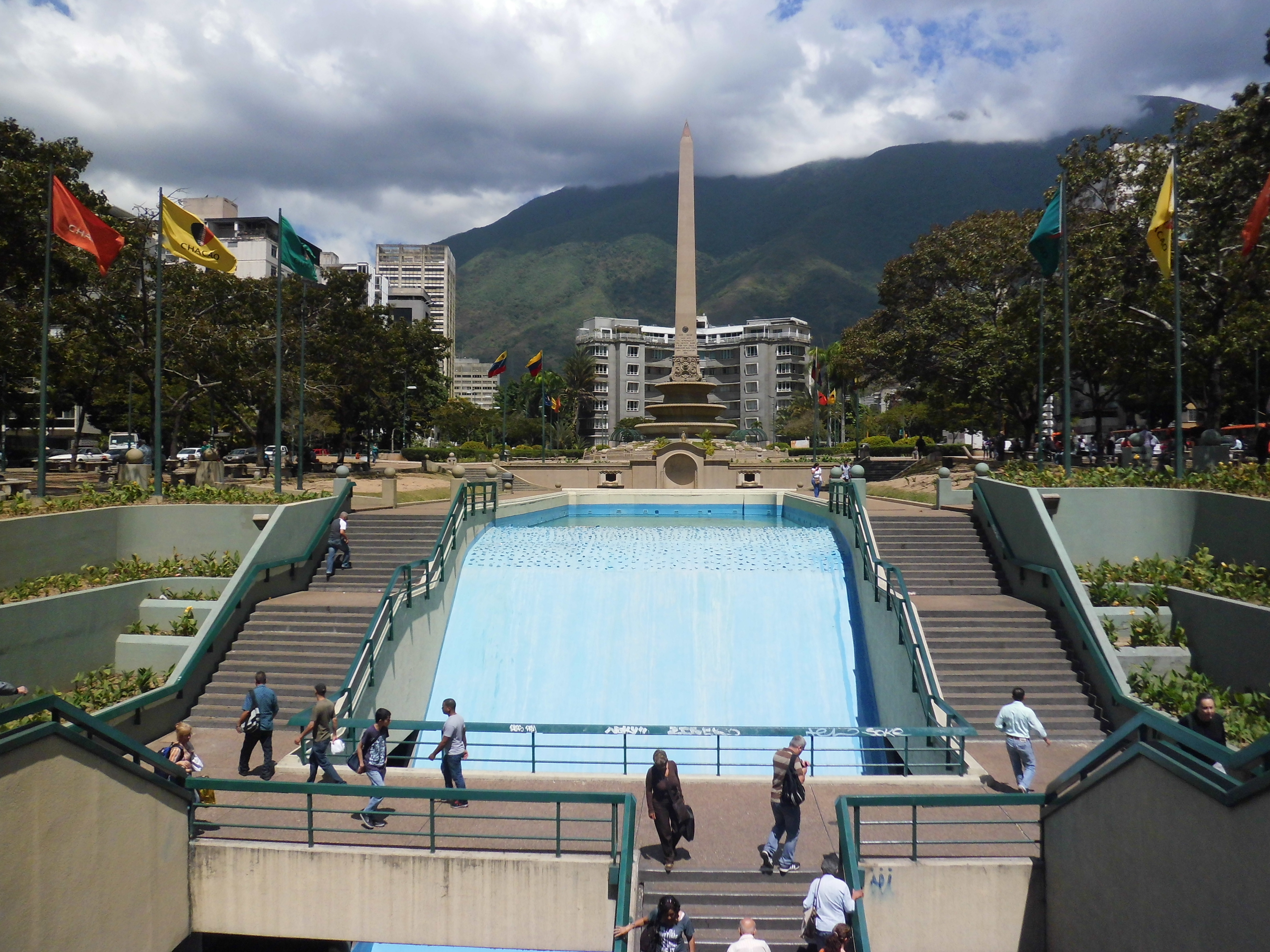
Metro-ingang met waterpartij
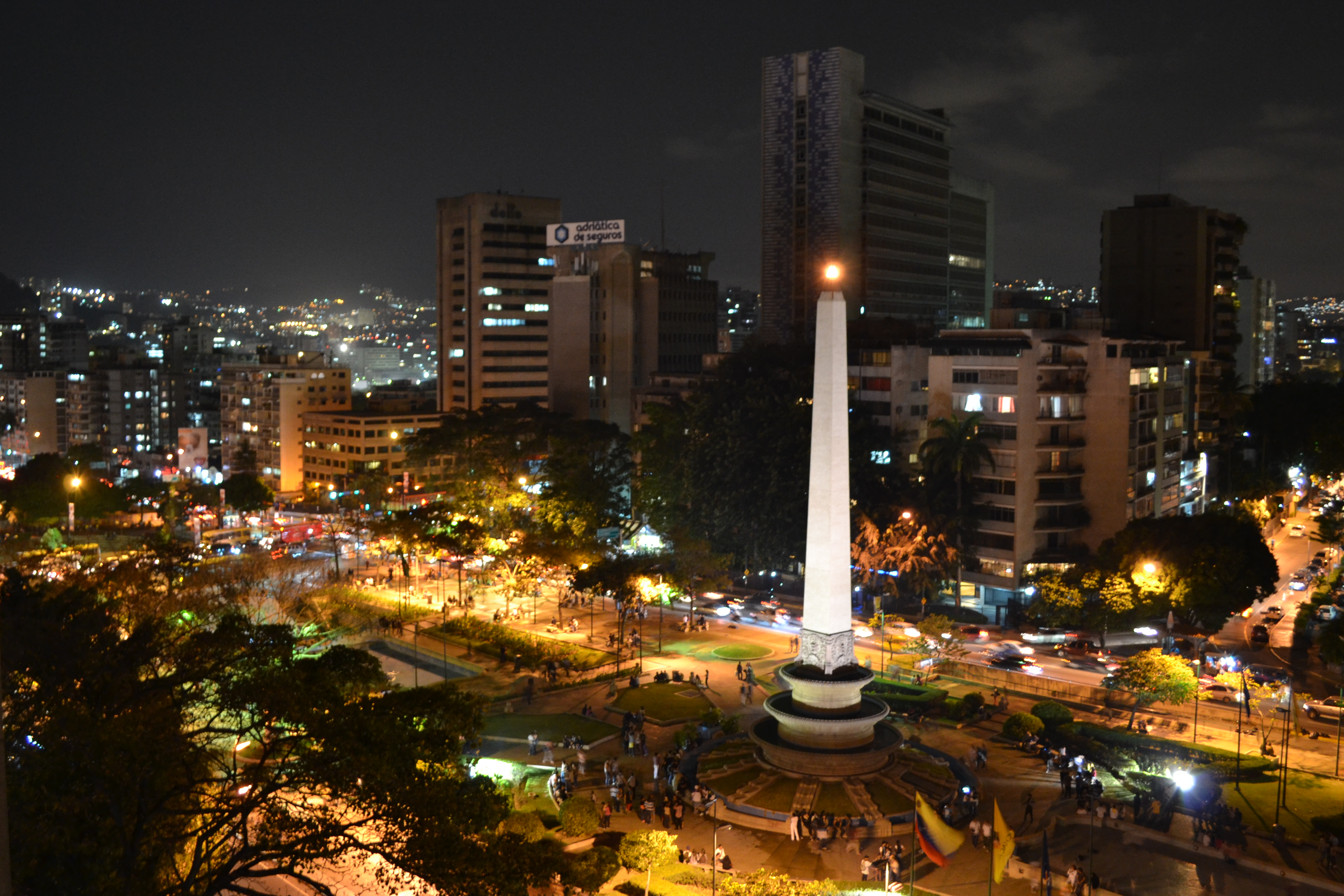
Nachtbeeld van het plein